# 小行星6185
小行星6185（英語：6185 Mitsuma）是一颗围绕太阳公转的小行星。1987年12月20日，小島卓雄在千代田发现了此天体。
这颗小行星的绝对星等为43.08256844274669等。